# Marek Karbarz
Marek Karbarz   (Charzewice, 22 de juliol de 1950) és un jugador de voleibol polonès, ja retirat, que va competir entre les dècades de 1960 i 1980.
El 1972 va prendre part en els Jocs Olímpics d'Estiu de Múnic, on fou novè en la competició de voleibol. Quatre anys més tard, als Jocs de Mont-real, va guanyar la medalla d'or en la competició de voleibol.
Entre 1969 i 1979 fou 218 vegades internacional per Polònia. En el seu palmarès també destaquen una medalla d'or al Campionat del Món de voleibol de 1974 i una medalla de plata al Campionat d'Europa de voleibol de 1977. A nivell de clubs jugà al Resovia Rzeszów (1968-1977), amb qui guanyà quatre lligues (1971, 1972, 1974 i 1975) i una copa de Polònia (1975); l'Hutnik Kraków (1977-1980) i l'Arago de Sète (1981-1982).